# 巴尔穆恰
巴尔穆恰（意大利语：Balmuccia），是意大利北部皮埃蒙特大区韦尔切利省的一个市镇。人口92(2010年12月31日)。